# 聖訓
聖訓（羅馬化：al-ḥadīth），又稱聖諭，是阿拉伯語「哈迪斯」的漢語譯名，意為「言語」、「故事」、「消息」，具體是指伊斯蘭教先知穆罕默德及其弟子的言行錄，反映他們在日常生活的言論。穆罕默德在传播伊斯蘭教的時候口述的言論和舉止行為經過弟子們的傳述，構成聖訓的內容。
聖訓的主要內容除了反映伊斯蘭教的宗教教義，還包含穆罕默德在治理社會生活方面的諸多規定，例如穆罕默德對《古蘭經》含義和律例的詮釋、有關倫理道德和社會生活的訓導和箴言。除了言論，他本人在宗教功修和起居飲食上的示範及認可弟子們在實際生活上的判斷和行為也是聖訓的一部分。
聖訓是伊斯蘭教的重要文化遺產，經過編輯集匯而成的聖訓集是伊斯蘭教裡僅次於《古蘭經》的重要典籍，闡釋了伊斯蘭教的教義、教律、教制、禮儀和道德。後世法學家倚為依據，以便立法制法。聖訓亦是穆斯林傳教士和學者宣教立論的依據，受到穆斯林的高度尊崇。

## 背景
伊斯蘭教先知穆罕默德在6世紀下半葉的麥加出生。據指穆罕默德在40歲的時候在麥加附近的一個山洞裡接收到安拉的啟示，他確信這些啟示是真實，這些降示的內容就是伊斯蘭教的宗教聖典《古蘭經》。這使穆罕默德成為先知，他根據所獲的啟示對外傳播教義。穆罕默德的親友、部分麥加人及麥地那人陸續成為他的追隨者，他們被稱為穆斯林。他們除了把《古蘭經》紀錄下來，還摘錄穆罕默德在日常生活上的評論和以身作則的示範，追隨者收錄的這些穆罕默德的言行在日後便成為聖訓。
當穆罕默德征服麥加並最後一次去那裡朝聖的時候，他向穆斯林佈道，這個事跡亦被記錄在聖訓裡，被稱為兩個寶物的聖訓。根據史學家伊本·伊斯哈格引述的版本，穆罕默德向信眾提到他給信眾留下《古蘭經》及先知的記載，因此《古蘭經》和被稱為聖行的先知言行在日後成為伊斯蘭教法學的兩大基石。
不過，穆罕默德是否允許伙伴保留他的言論紀錄卻出現不同的說法。有記載表示穆罕默德曾指示未能記下聖訓的輔士把它寫下來，而且他自己也寫了許多信函詳述宗教崇拜的形式，《古蘭經》亦提到穆斯林應仿效他的言行，但亦有記載指他曾經說除了《古蘭經》，不要寫下他說的話，而且如果有人寫下了他那些除了《古蘭經》之外的話，應把它捫抹去。可是，一些先知的伙伴的確把聖訓記錄或默記下來，例如阿布·胡賴拉、阿卜杜·阿拉·伊本·阿姆魯·伊本·阿斯、阿布·伯克爾。

## 記錄
在開始的時候，穆罕默德的伙伴單憑記憶記下他的生平事跡，因為當時的阿拉伯人多數是文盲，他們的文化歷史都倚靠口述相傳。穆罕默德鼓勵同伴們把他的指示傳達給他人，例如當拉比耶部落的使者來到麥地那訪問穆罕默德時，穆罕默德向他們表示要記著他的指示，並帶回去告知其他人。在另一個場合叮囑穆斯林要捍衛彼此的性命、財產及尊嚴時，他又向在場人士表示他們要把訊息傳達給不在場的人。另外，穆罕默德亦傾向默記，而非書寫，不贊成他的同伴書寫聖訓，因為他恐怕他們會把聖訓與《古蘭經》經文混淆，所以只准他們口頭傳述聖訓。他們偶爾會聚在一起分享各自所知的聖行聖訓。
穆罕默德·穆罕默德·阿布·扎赫等學者解釋，穆罕默德在初期擔憂穆斯林書寫他的言論會將之與《古蘭經》混淆，因為當時的穆斯林仍未熟悉《古蘭經》，但到後來他們開始熟悉《古蘭經》，而且文盲程度有所下降，穆罕默德遂開始允許他們把《古蘭經》以外的材料書寫下來。另外，有穆斯林學者指出，儘管有記載指穆罕默德要求他人抹掉除了《古蘭經》以外的文字，但他們解釋這不能解讀成禁止書寫他的言行，而且很難想像穆罕默德作為先知與追隨者一起度過23年，期間都沒有人把他的教誨和感知寫下來。
東方學家阿洛伊斯·施普倫格則列舉了大量例證，指出書寫聖訓在伊斯蘭教出現之初早已存在，但並沒有成書，只是「筆記或只供個人使用的語錄」。學者納比婭·阿布特也指出「即使是在穆罕默德時代，一些人已經把聖訓寫了下來」，福阿德·塞茲金同樣表示伊斯蘭教在早期已有聖訓以書寫的形式傳承。另一位伊斯蘭教學者伊格納茲·戈德齊赫亦同意穆罕默德的一些同伴在紙頁上記下他的言論和決定。

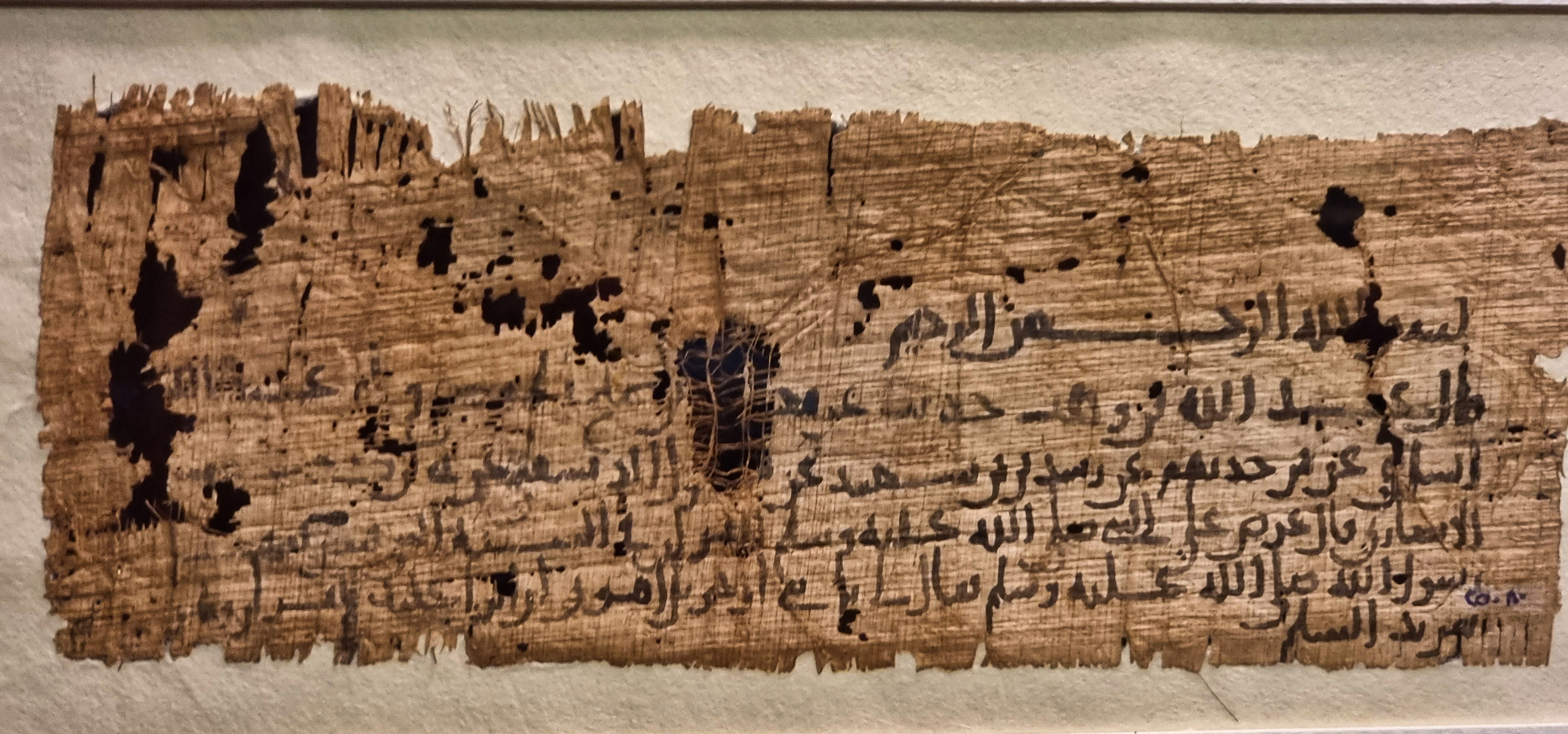
記錄先知聖訓的莎草紙

穆罕默德的同伴和追隨者會把聖訓寫在各種材質上，包括莎草紙、棕櫚葉、骨板、毛皮、白石及羊皮紙。為求助記，他們會利用這些物品寫下筆記，例如據指穆罕默德的堂弟伊本·阿巴斯攜帶一塊「板子」，他會在上面寫下先知的言行，亦有其他記載指先知的一些伙伴有卷宗、羊皮紙或莎草紙，但他們都是出於心血來潮而記錄下來，並非有系統有計劃地蒐集聖訓。

## 蒐集
隨著穆罕默德時代的遠去，穆斯林無法近距離認識他。他們更想知道其人、其貌、其語，確保他們正確追隨他的教誨，因此保留穆罕默德的言論和訊息是一種服從的表現，穆斯林社群開始搜集和寫下他說過的話和做過的事。在他逝世後，他生前的決定、意見和做法可以作為參考協助其後的穆斯林社群決策，有重大的意義，特別是先知曾經表達過意見的那些範疇。《古蘭經》經文是在哈里發國的監督之下蒐集成文，但聖訓並非這樣。國家更重視處理世俗實務，而非宗教虔誠，所以正如學者巴拉蒂亞所說，聖訓的蒐集「留給虔誠的穆斯林個別履行」。
鑑於聖伴發表的聖訓各自矛盾，首任哈里發阿布·伯克爾禁止聖訓的收集。有記載指他曾經收集了約500則聖訓，但後來把它們全部焚毀，並指示穆斯林不要引述先知的說話。繼任的歐麥爾曾經派遣教師教授聖行，據指他考慮過把聖訓編集成典，但後來改變了主意，禁止聖伴引用先知的言論。到第三任哈里發奧斯曼統治時，儘管有史載指聖訓傳述的管制有所放緩，但仍不允許蒐集聖訓，例如阿布·達爾等聖伴被禁止散播聖訓。
在四大哈里發後，異端學說開始在穆斯林世界浮現。各個教派為求證明其學說是伊斯蘭教教義的一部分而引述權威的說法，聖訓自由傳播的管制開始消失，人們開始頻繁傳述聖訓。穆斯林史學家稱聖訓的蒐集和評價是第一次伊斯蘭內戰及倭馬亞王朝開始，但主要都是早期的穆斯林口述給蒐集的人們。倭馬亞王朝第一位哈里發穆阿維葉一世的支持者傳述了大量聖訓支持倭馬亞王朝的統治，而支持穆罕默德女婿阿里的一派則傳述與之不同的聖訓。
烏爾娃·伊本·祖拜爾搜集先知穆罕默德的宗教事跡，他被視為是最早和最重要的蒐集者之一。祖拜爾從穆罕默德的妻子阿伊莎那裡得知了許多聖訓，並通過兒子希沙姆及學生傳承給後世。阿姆魯·伊本·馬蒙、易卜拉欣·納哈伊、賽義德·伊本·朱拜爾等都是在早期收集和傳承聖訓的人物。717年登基的哈里發歐麥爾二世鼓勵學者有系統地收集聖訓，阿布·伯克爾·伊本·穆罕默德·伊本·哈茲姆、伊本·謝哈布·祖赫里皆受託搜集聖訓，祖赫里被認為是第一位整合多個來源寫成一則敘事的聖訓作者。
在穆罕默德逝世後，他的伙伴們都流散至各地，如伊拉克、伊朗、敘利亞、埃及，並在當地流傳先知的事跡，於是聖訓學者不得不長途跋涉到處搜集這些聖訓。有聖訓本身提到穆罕默德的一位聖伴賈比爾·伊本·阿卜杜·阿拉為了要從另一位聖伴阿卜杜拉·伊本·烏奈斯的口中打探一則聖訓而旅行了一個月。另有聖訓讚美這些努力不懈地到處搜集聖訓的學者，稱真主會讓那些上路尋求知識的人們踏上天國之路。

## 聖訓集

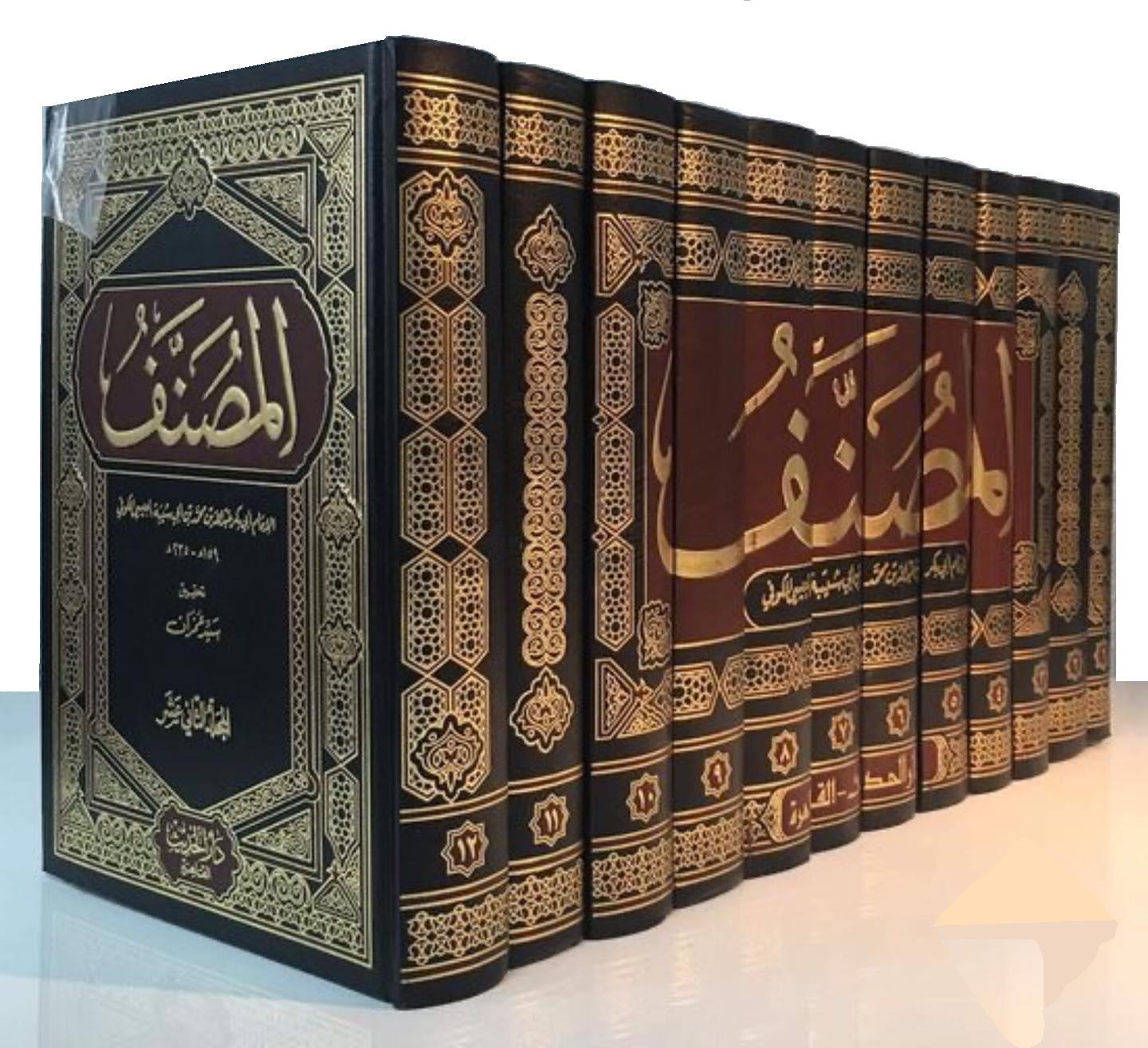
《伊本·阿比·謝巴赫聖訓集》是一部著名的聖訓集。

在祖赫里之後，眾多聖訓學者致力於編寫聖訓，但大規模的編纂在伊斯蘭曆約150年（約公元727年）才開始。聖伴和他們的學生為了教學需要而私自輯錄和收藏的聖訓被稱為薩海法，字面上解作「筆記」。自倭馬亞王朝開始，學者整理這些薩海法，並編撰成書。這些聖訓的蒐集者和編者把它們分門別類，使之形成不同種類的聖訓集，包括按照聖訓的法律分類而編寫的穆桑納夫、按照聖訓轉述者而編寫的穆斯納德及兩者並用的遜奈集。
每部聖訓集都包含了數百至數千則聖訓，描述穆罕默德的言論、行為和教誨，包括穆罕默德的令行禁止、生平經歷，並附述了伙伴和追隨者的言論，一些聖訓集還加上蒐集者自身的見解。遜尼派與什葉派在聖訓集上的分歧頗大，他們各自採納自身認為可信的聖訓集。聖訓集的篇幅龐雜，論述的內容重疊交錯，有時候會反覆論述同一件事，有時候會有自相矛盾的說法，並反映了口述傳承在語言上的含糊，因此讀起上來晦澀難懂。

### 早期的聖訓集
聖伴阿布·胡賴拉的學生哈馬姆·伊本·穆納比赫的筆記是最早現存的私藏聖訓集，記載了138則聖訓，據說都是穆納比赫直接從他的老師胡賴拉獲知。不過，據中世紀神學家加札利所述，第一部寫有聖訓的著作是伊本·朱萊傑所著。朱萊傑的著作《遜奈之書》（Kitab al Sunan）的許多內容都可以在阿卜杜·拉扎克·薩納尼的著作《阿卜杜·拉扎克章書》裡找到，其中有「淨禮」、「齋戒」、「禮拜」及「天課」的章節。
此外，伊本·伊斯哈格、馬邁爾·伊本·拉希德、賽義德·伊本·阿比·阿魯芭、伊本·阿比·達卜、拉·伊本·薩比赫、蘇菲揚·塔瓦里、哈馬德·伊本·薩拉馬、萊斯·伊本·薩阿德、阿卜杜·阿拉·伊本·穆巴拉克、哈希姆·伊本·巴希爾、瓦基·伊本·賈拉、蘇菲揚·伊本·歐耶伊奈等也編撰了聖訓集，但許多都因年代太久遠或不同的緣故而佚失，僅在史著裡提及。
學者馬立克·伊本·艾奈斯的《伊瑪目馬立克聖訓集》是現存最早的穆斯林法律著作，著作的目的是依據麥地那流傳的聖行評述宗教典儀、習俗及法律。它收錄了大約2000則聖訓，但它不是單純的聖訓集，戈德齊赫指出這部著作「並非真正意義上的聖訓集」，它的本意並不是為了收錄聖訓，然而一些學者仍認為它是一部權威的聖訓集。

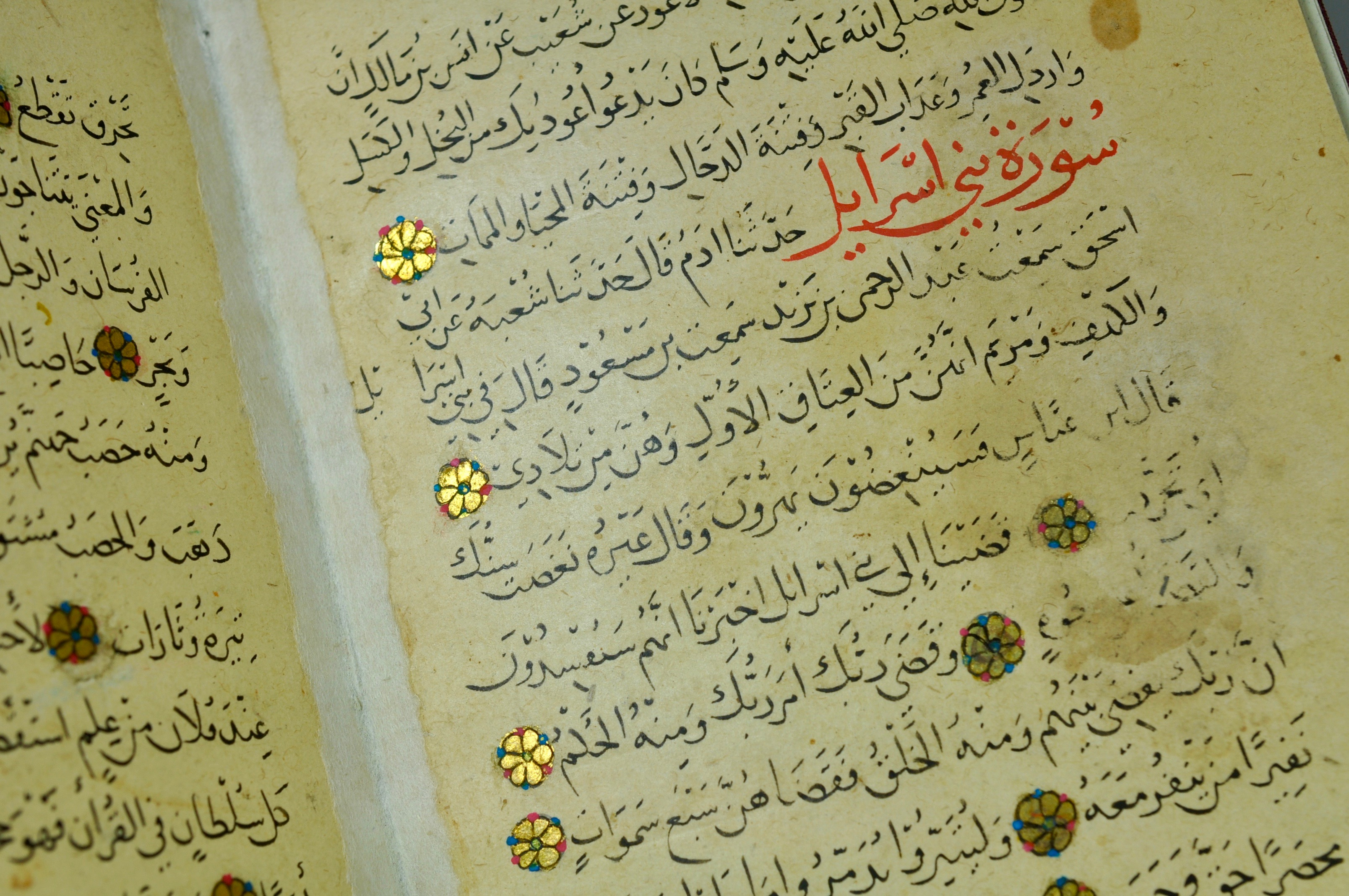
《布哈里聖訓實錄》的手稿

### 遜尼派六大聖訓集
遜尼派在字面上解作傳統主義者，得名於該派強調要效法先知的聖行，他們認為先知的言行就是伊斯蘭教應有的宗教習俗。他們認定六部聖訓集為聖典，當中的兩部《布哈里聖訓實錄》及《穆斯林聖訓實錄》最可靠，被稱為「實錄」，另外四部分別是《艾布·達吾德聖訓集》、《提爾密濟聖訓集》、《奈薩儀聖訓集》及《伊本·馬哲聖訓集》。這些聖訓集是9世紀編者布哈里、穆斯林、艾布·達吾德、提爾密濟、奈薩儀及伊本·馬哲所著，每部都包含數千則聖訓。六大聖訓集共有超過34500則聖訓，但當中的許多聖訓在各部聖訓集裡重覆敘述。
大部分遜尼派學者都同意《布哈里聖訓實錄》和《穆斯林聖訓實錄》整體上都是可靠，當中一些孤述聖訓出錯的可能性極低。另外四部聖訓集包含了許多在《布哈里聖訓實錄》和《穆斯林聖訓實錄》都沒有敘述的聖訓，但它們收錄了可信性較低的聖訓，所以聲譽不如兩部聖訓實錄。這些重要的聖訓集成為遜尼派法學及宗教信仰的基石，遜尼派穆斯林倚之為文本依據，重要性僅次於《古蘭經》。
除了六大聖訓集，遜尼派另有兩部重要的聖訓集，分別是《伊瑪目馬立克聖訓集》及《艾哈邁德·伊本·罕百里聖訓集》。一些學者認為六大聖訓集應該包括《伊瑪目馬立克聖訓集》，取代《伊本·馬哲聖訓集》，後者不被學者納瓦維及伊本·赫勒敦認為是廣受接納的聖訓集。《艾哈邁德·伊本·罕百里聖訓集》則包含了許多在其他著作裡沒有論述的內容，這些內容包羅了不少相異的思想和俗例。

### 什葉派四聖書

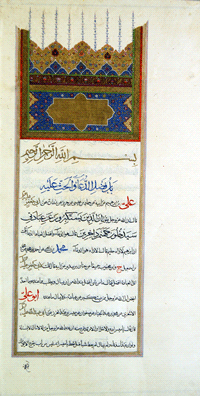
《宗教大全》的首頁

什葉派相信伊瑪目是神授的伊斯蘭教領導人，絕對無誤，因此雖然他們也採用遜尼派的六大聖訓集，但在討論法律問題的時候更倚重伊瑪目傳承的聖訓。什葉派的聖訓是在9至10世紀整理編寫，其中四部權威著作並稱為「什葉派四聖書」，合共記載了約41000則伊瑪目所述的聖訓。什葉派四聖書分別是《宗教大全》、《教法學家不予光顧的人》、《教法修正》及《聖訓辨異》，分別由穆罕默德·伊本·雅各布·庫萊尼、伊本·巴拜韋、穆罕默德·伊本·雅各布·庫萊尼、謝赫圖西及謝赫圖西所撰。
除了什葉派四聖書，穆赫辛·法伊茲·卡沙尼、胡爾·阿米利及穆罕默德-巴吉爾·馬傑萊西所著的《十全》、《什葉辭義》及《光的海洋》在什葉派最大的支派十二伊瑪目派裡也受到高度重視。除了伊瑪目轉述的聖訓，另一支派宰德派還接納他們認為可靠的聖訓，因此宰德派學者兼用遜尼派及什葉派的主要聖訓集。

### 其他聖訓集
另一支派伊巴德派認為《伊瑪目·賴比爾穆斯奈德聖訓集》最權威，該作包含1005則聖訓，其中有不少與遜尼派的聖訓集交疊。伊巴德派的另一部聖訓集《太爾提布穆斯奈德聖訓集》在《伊瑪目·賴比爾穆斯奈德聖訓集》的基礎上進一步擴展，把伊巴德派聖訓的規範標準與遜尼派看齊。

## 內容
聖訓敘述了先知穆罕默德的行為和言論，並囊括了他身邊所發生的事情。某些真主降示給穆罕默德的神啟在《古蘭經》裡沒有提及，但卻可以在聖訓裡找到。聖訓的內容較多樣化，覆蓋穆罕默德時代的生平和歷史事件及他涉及信仰、法律、宗教禮儀、倫理等各方面的言行，因此各種伊斯蘭教文獻都提及和引用聖訓。伊斯蘭教認為，聖訓提供了先知穆罕默德和伊斯蘭教早期的資料，是宗教典籍的主要來源，奠定伊斯蘭教法、倫理和神學學說和經注的根基。沒有聖訓的證言，穆斯林就不知道在何時及如何禮拜，也難以解讀《古蘭經》的許多經文。
一則聖訓分為正文和傳述世系兩個部分。正文就是人物的具體言論、行為或事件的境況；傳述世系則展示述說聖訓的人物，提及聖訓是如何傳承。典型的聖訓是這樣呈現的：「我聽甲某說：乙某告訴我，說丙某從丁某口中得知，根據戊某的說法，先知是這樣說或這樣做的。」這種行文方式可見於許多阿拉伯古籍，是阿拉伯口述文學的特徵之一，目的是要維持訊息的可靠性。聖訓敘述的正文是宏大敘事的一節，其傳述世系環環相扣，把眾多傳述的人物連結起來，例如《布哈里聖訓實錄》的一則聖則是這樣寫的：
|  | 據胡邁迪·阿卜杜·阿拉·伊本·祖拜爾由蘇菲揚傳述葉海亞·伊本·賽義德·安薩里，稱阿卡馬·伊本·沃加斯·萊西指他聽聞歐麥爾·本·赫塔卜傳述，我聽真主的使者說：「一切行為，全憑舉意，各人將得到自己舉意的結果。為了獲得現世利益或為聘妻而遷徒的人，他遷徒（的價值）在於他為之而遷徒的目的。」 |

### 正文
傳述先知所言所行的文字就是正文的部分，正文可長可短。在上述的例子裡，從「我聽真主的使者說」開始直到最後的這個部分就是正文。除了穆罕默德自身的言行和穆罕默德給他人的言行給出的評價，正文還收錄了真主之言及穆罕默德覆誦的真主之言。大部分聖訓的正文又可以進一步分為結構和文字兩個部分，一些聖訓的結構複雜詳實，另一些則簡短樸素。聖訓的敘事結構有時候具備重要的功能，例如強調述訴說某則聖訓的重要性。
聖訓被發佈流傳後，它的用語在隨後就僅有細微的變化，正文在大體上是一致的，只有用字和內容有小許的差異。學者詹姆斯·羅布森指出，聖訓相當忠實地保持著它們在初期的狀態，用字上的差異並不重要，含義並沒有遭到改變。另一位學者耶伊恩博爾則表示，在不同版本的內文裡，有一些加上了縮寫或綴字，有一些卻沒有，都可以認定出自不同聖訓保存者的手筆，但當不同的聖訓集提及的同一則聖訓出現用字差異的時候，它們還是會被放在一起進行謹慎的比對。

### 傳述世系

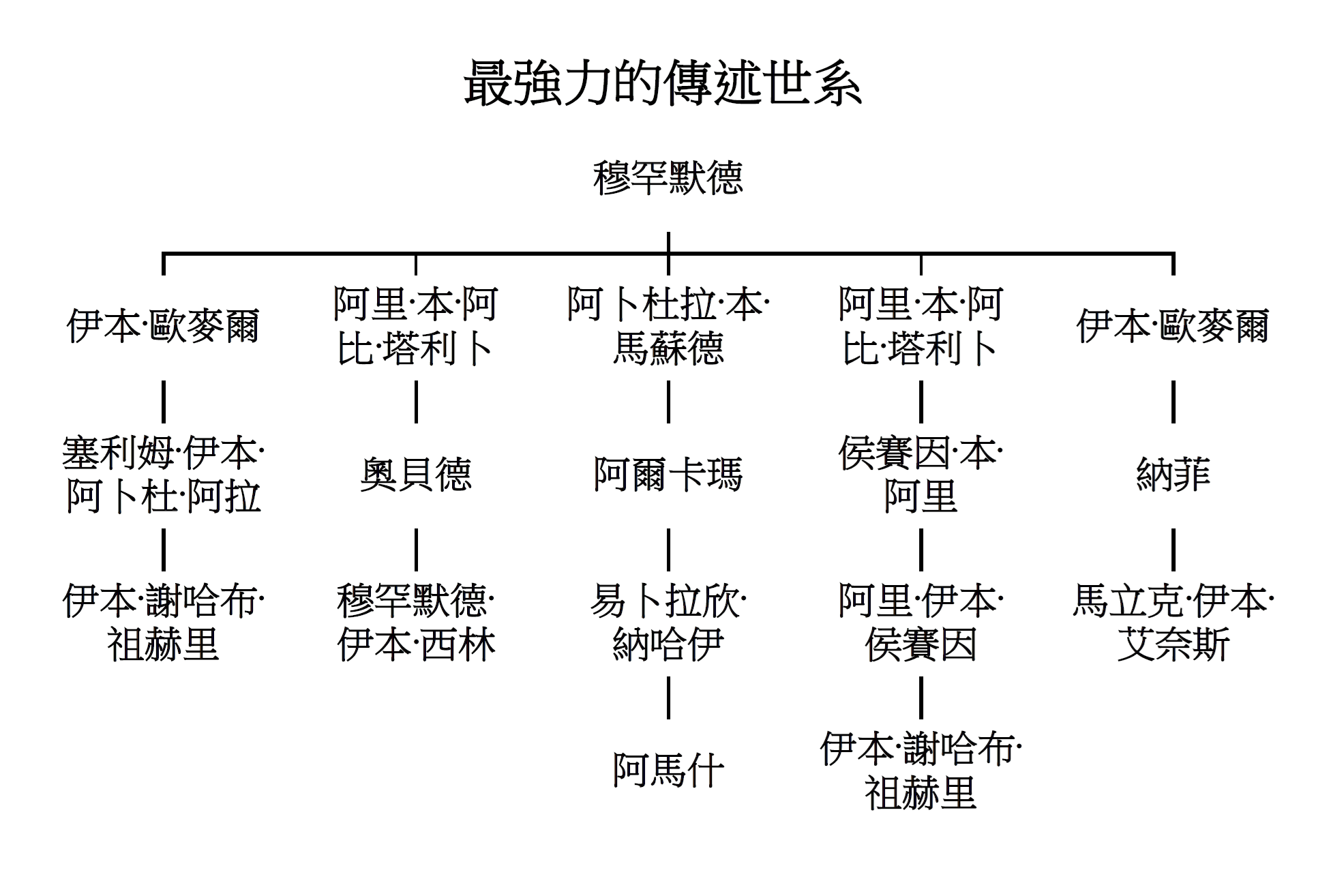
聖訓傳述世系

傳述世系或傳述線索是阿拉伯語伊斯納德的音譯，是指聖訓通過傳述者傳承的過程。鑑於聖訓在早期是通過口述相傳，聖訓蒐集者要通過追溯傳述者的方法來辨別聖訓的真偽，例如有人從某人口中聽聞過穆罕默德的言行，那麼蒐集者就會判斷說話的這個人是否可信，如果是可信，他會去追溯這個人又是由誰的口中得知，一直追溯到源頭。在聖訓集裡，幾乎所有聖訓的開首都會羅列出這些傳述者。傳述世系按時序列出或多或少的傳述者，描述誰是從誰那裡得知聖訓，例如上述的聖訓首先是歐麥爾親自從穆罕默德口中得知，接著順序傳給萊西、安薩里、蘇菲揚及祖拜爾。
古典及現代史學家皆認為聖訓初時沒有附上傳述世系，傳述世系大概是在7世紀的時候出現，亦即是當聖訓以正規的書寫格式出現的時期。學者奧托·洛特認為第三代穆斯林開始重視傳述世系，另一位學者約瑟·霍羅威茨稱傳述世系承襲猶太教文獻《塔木德》的做法，發展出按時序排列的傳述世系。學者在追溯聖訓來源的時候會考慮一些準則，例如轉述者之間在當時是否有可能相遇、轉述者的道德水平或在轉述時是否存在政治動機、轉述鏈是否有瑕疵等。
一些姓名頻繁地出現在傳述世系裡，被視為是重要的傳述者，例如阿布·胡賴拉。阿布·胡賴拉是轉述最多遜尼派聖訓的一位聖伴，有超過5000則聖訓都與他有關。歐麥爾、阿納斯·伊本·馬利克、伊本·阿巴斯、賈比爾·伊本·阿卜杜·阿拉、阿布·賽義·胡杜里、阿卜杜拉·本·馬蘇德及穆罕默德的妻子阿伊莎都轉述了許多聖訓。

## 法學
伊斯蘭教法學在阿拉伯語裡稱作「費格赫」，是指伊斯蘭教法法理概念的專門知識。伊斯蘭教法是出自《古蘭經》、聖訓、伊制瑪爾（共識）及學者見解，當中應用了一些具體的原理。學者如何使用這些原理從聖訓當中推論和演繹法律也是伊斯蘭教法學的一部分。聖訓是法學家立法的重要依據，許多法學家都是聖訓學者。
僅次於《古蘭經》，聖訓聖行是伊斯蘭教法的主要來源，用來解釋《古蘭經》經文。穆罕默德根據《古蘭經》和當時的部落習俗來作出法律決定，穆斯林社群承襲和推衍了他的做法。早期統治穆斯林社群的四大哈里發沒有法律學者的協助，也沒有法律理論可依，於是他們參照《古蘭經》和穆罕默德的言行來作出決定。效力倭馬亞王朝的宗教學者祖拜爾除了是聖訓的轉述者，他還是地位崇高的法學家，在作出法律決定的時候會援引先知和聖伴的事例。

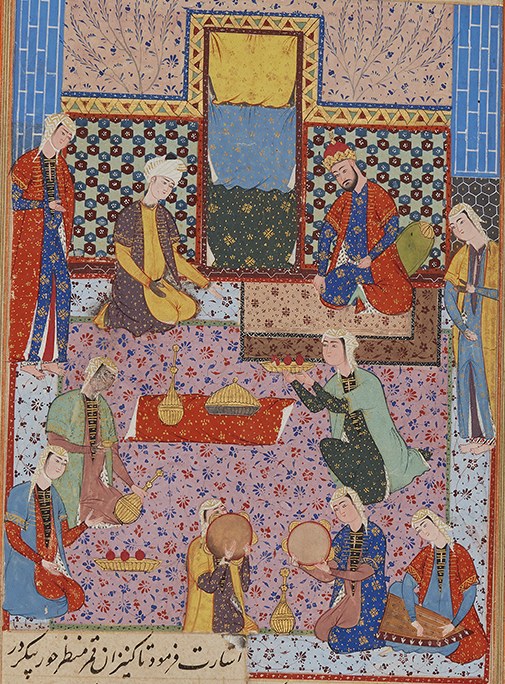
圖示阿巴斯王朝的宮廷場景。聖訓在當時受到重視。

到倭馬亞王朝末朝，聖訓的權威得到大幅加強。在阿巴斯王朝，聖訓在法律領域受到前所未有的重視，成為重要的法律依據。當人們在《古蘭經》裡找不到答案時，他們便會嘗試尋求聖訓的協助。穆斯林學者根據聖訓及對這些聖訓的解讀來塑造法律，即使是統治者也要尋求這些學者的認可才能立法。隨著聖伴流散到各地，並各自運用不同的推理演繹手法作出法律裁決，這些推理演繹手法被稱為伊智提哈德，不同的法學學派開始出現。各個學派對聖訓傳述世系和正文在法學上的效用都有不同的見解。
哈乃斐派強調在引用聖訓時應用邏輯推論，以便把法理推用於新案例裡。他們對待聖訓的態度較率性，比起孤述聖訓，有時會更看重地方法律習俗。沙斐儀派卻十分倚重聖訓，認為即使是沒有任何穆斯林社群的習俗支撐孤述聖訓也可用以解釋法律，不應予以忽視，學派祖師沙斐儀甚至在某程度上把聖訓的地位拔高至相當於《古蘭經》甚或更高。马立克派強調聖訓的角色，因為祖師馬立克·伊本·艾奈斯與許多重要的聖伴一樣都是麥地那人，當地十分重視傳統。罕百里派同樣強調穆罕默德的言行，拒絕採納類推的手段。什葉派十二伊瑪目派的法學派系賈法里派則把聖行延伸至十二伊瑪目的言行。

## 聖訓學
聖訓學是研究聖訓及辦別其真偽的一門學科，屬於伊斯蘭學術基礎學科之一。阿拉伯通才伊本·納菲斯形容聖訓學研究先知言論的語義，並鑑別聖訓確實可信是出自先知，這是聖訓學者的研究範圍，他們被稱作穆哈迪斯。法學家也研究聖訓，但他們是研究如何透過聖訓闡釋法律問題。聖訓學的主要研究內容包括聖訓在教法領域裡的地位、辨別聖訓真偽的原則和方法、聖訓的分類、聖訓術語、聖訓傳述人的身份、聖訓的輯錄方法和分級。
聖訓學的起源可追溯到先知穆罕默德逝世的時候，早期的穆斯林都借鑑他的影響力來合理化他們的思想、信仰和政治主張，但在他逝世後，閞於由誰來繼承他在宗教和政治上的領導權存在爭議，爭議方都聲稱先知在世時的言論支持他們的觀點。在接下來的第一次伊斯蘭內戰裡，支持第四任哈里發阿里與支持倭馬亞王朝的創建者阿布·蘇非揚的一方皆偽造聖訓來發動政治宣傳。隨著熟識穆罕默德的聖伴逐漸去世，虛假聖訓的問題持續存在。由於伊斯蘭教的許多法律和宗教學說都建基於聖訓，學者需要甄別聖訓的真確程度，促成了聖訓學的發展。

### 聖訓的真偽

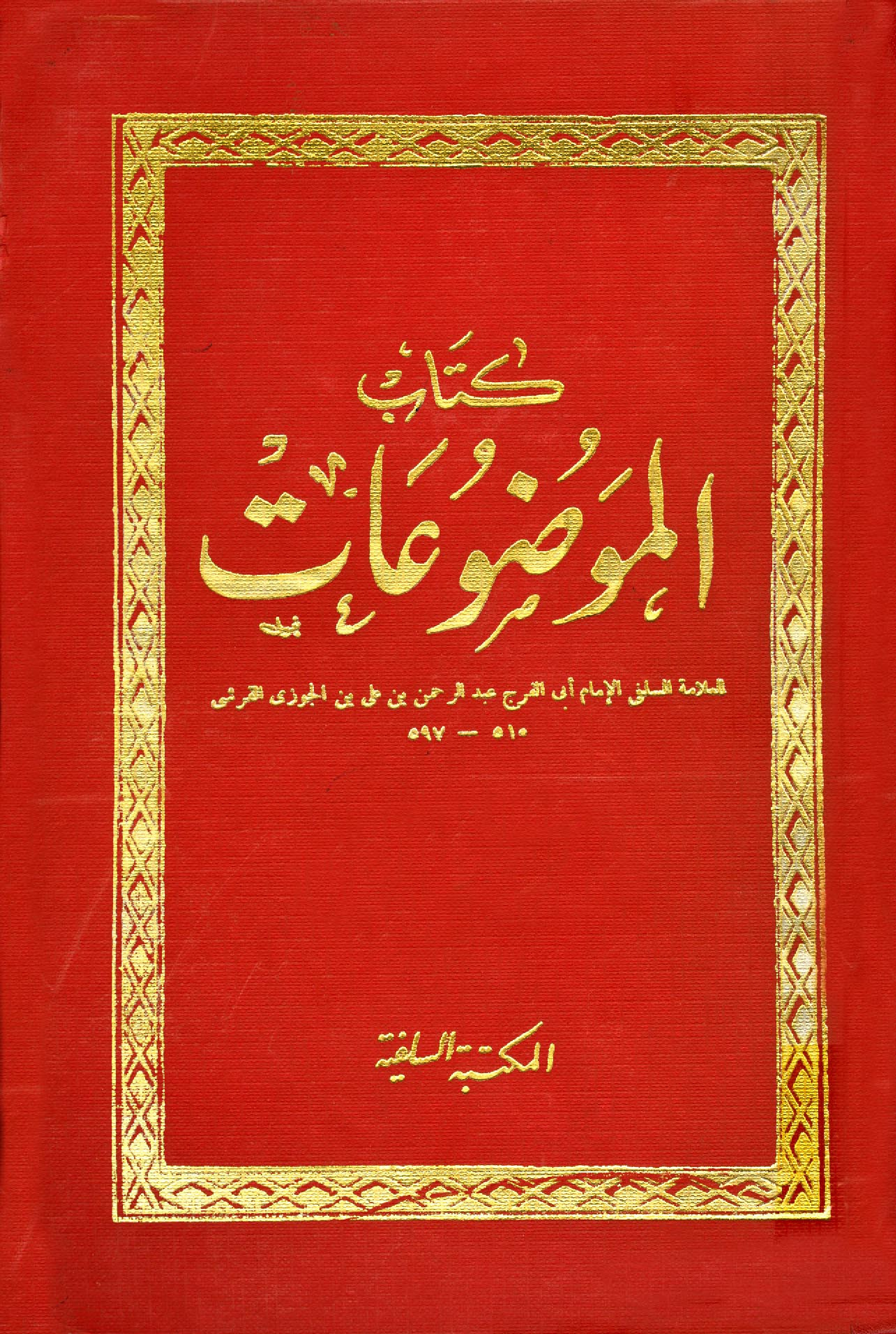
《偽造聖訓大合集》

儘管有學派認為可以運用理智來解讀那些真假不明的聖訓，但另一派卻認為穆斯林需要謹守穆罕默德的教誨，保留伊斯蘭教真確無瑕的訊息。他們制定了一套辦法，篩出那些虛假的聖訓。這套辦法使每則聖訓都要列出傳述世系，並鑑定傳述世系當中的每個傳述人是否可信、傳述人是否真的可以從前一位傳述人那裡得知這則聖訓以及傳述的內容是否可以證實。他們按照這套辦法把聖訓編集成書，所以遜尼派六大聖訓集和什葉派四聖書成為權威之作。
相對於聖訓的內容，學者較聚焦於探究傳述世系，因為這樣可以避免先入為主，讓聖訓的存亡免受主觀因素影響。他們相信，如果傳述者本身的品格良好、誠實可信，那麼他就只會把確切聽聞的內容傳承下來，通過這些層層誠實可信的傳述者上溯，就可以追溯得到穆罕默德的原話。有多項準則可判斷傳述者是否可靠，可靠的傳述者除了要是穆斯林及已過青春期的年齡，他還要才智聰穎、行事正直，道德水平必須過硬而且具備過人的素質，包括言之有信、公正磊落及強記博聞。
據稱布哈里曾經長途跋涉去見一位聲稱知道一則聖訓的男人，他看到那人用一個空的飼料袋引誘他的馬兒跟隨他。布哈里不假思索掉頭回程，並說到：「他會騙他的馬兒，我又怎麼可以信任他所說的聖訓？」聖訓學者舒巴·伊本·哈賈吉經常都提請朋友去驗證聖訓傳述者的身份，並說這是「為了真主而明查暗訪」，有人勸他不要這樣做，但他卻說道：「打聽傳述者的身份必須要做，因為事關宗教信仰。」如果聖訓傳述者的信仰有違《古蘭經》或聖行、曾經犯下罪過或藉傳述聖訓而索要好處或有其他可供責難之處，他的可信性便會受到質疑。
即使學者在聖訓的傳述世系找不到問題，他們仍能檢視聖訓的正文，並揭示當中的弊病，從而質疑聖訓的可信性。他們提出了一些批判聖訓正文的準則，穆斯塔法·西巴伊總結出17條法則，穆斯菲爾·加拉姆·阿拉（Musfir Gharam Allah）將之濃縮成七條，包括內文不應與《古蘭經》衝突、聖訓所載應與已知的做法一致、吻合已知的歷史事實、沒有文法及文風上的問題等。德國學者哈拉爾德·莫茨基認為聖訓的文體和內容值得研究，通過比較不同版本的聖訓內容，他認為當發現這些不同版本的聖訓內容都有獨特特徵的時候，由於難以相信各個轉述者都不約而同採用這些獨特的特徵，因此可以斷定這則聖訓是真確。

### 聖訓分類
根據聖訓的可靠性，它們可被分為可靠聖訓、良好聖訓及弱聖訓。可靠聖訓是指由特定資歷的人物傳述的聖訓，從聖訓收錄者開始可以層層往上追溯到這位或這些特定資歷的人物，而且不能與其他已知和已獲接納的聖訓發生衝突。這些特定資歷的人物必須是品德高格、為人敦厚的穆斯林。如果聖訓有疑點或相關聖訓傳述者的品格受到質疑，那麼聖訓會被歸類為良好聖訓，存在多個疑點或傳述者不可靠的聖訓則被稱為弱聖訓。
鑑於不同的學者採用不同的準則去判斷聖訓的可靠性，同一則聖訓的可靠性在不同學者的眼中都不一樣，例如關於聖戰的一則聖訓，罕百里、沙姆斯丁·薩哈維都歸類為弱聖訓，伊本·泰米葉、伊本·哈吉爾·阿斯卡拉尼則歸類為良好聖訓，而伊本·希班、哈基姆·尼沙布里及扎因丁·伊拉克則認為它是可靠聖訓。可靠聖訓又可分為廣被接受的聖訓和具爭議的聖訓兩類，前者是指被布哈里和穆斯林兩位伊瑪目接納的聖訓，代表著最可靠和品質最佳的聖訓，數量約有2000則。後者則指表義互相衝突的聖訓，聖訓學者納瓦維把所有互相衝突的聖訓都歸作此類。
根據聖訓來源的性質，聖訓又可分為麥爾夫爾（Marfu'）、穆爾賽勒（Mursal）及蒙蓋推爾（Munqati'）。麥爾夫爾是指聖訓的傳述世系可追溯至先知，穆爾賽勒是指聖訓可追溯至聖伴，而蒙蓋推爾則是指聖訓的傳述世系出現多處斷層。按傳述人的多寡劃分則有眾傳聖訓、單傳聖訓。得到多於兩位聖伴作證的聖訓稱為著名聖訓，有兩位聖伴轉述的真確聖訓稱為珍貴聖訓，而只有一位聖伴背書的聖訓則稱為罕見聖訓。

### 聖訓術語
聖訓術語的研究也是聖訓學的一部分，探討用於聖訓的古舊言辭，其中一些用語在現代阿拉伯語已十分罕見，此外亦會研究聖訓術語在歷史上的語義變化。聖訓文獻運用了許多術語，沒有專門知識的阿拉伯母語使用者也難以通曉這些術語。在研究聖訓的過程中，學者們逐漸從簡單的分類深入到細微的語義差別，術語的發展和使用遂逐漸獲得共識。
聖訓學家伊本·穆拉勤概括了聖訓的專門術語，除了上述聖訓分類所用的詞語，還有一些術語用以表達聖訓的學習方法、不同性質的聖訓傳述人，例如「阿爾德」（'Ard）是指學生把老師傳授的內容重新演繹出來讓老師修正、「穆卡塔巴赫」（Mukatabah）是指抄錄手稿。「邁代爾」是一種聖訓的傳述人，其傳述世系匯聚在這位傳述人身上。有學者研究這些術語的古今用法，如阿里·阿加伊（Ali Aghaei）研究「邁代爾」是否等同沙赫特所指的「共同關聯人」。

### 傳述人的傳記

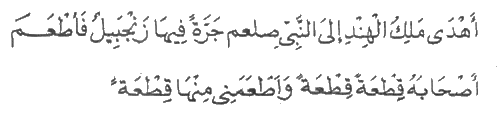
阿布·賽義德·胡德里轉述的一則聖訓。聖訓傳述人的生平是研究聖訓的重要部分。

為了探究聖訓的真偽，穆斯林學者仔細審視傳述人。鑑於聖訓的可信性取決於傳述世系的完好無缺，他們會篩選那些帶有偏見和不盡不實的傳述人，傳記辭典因而誕生。這種人物研究編錄了上千名傳述人，並評價他們的可靠性和誠信。他們的姓名、家譜世系、處身時代、死亡時間、品格、獲知聖訓及傳承聖訓的情況都有助於學者辨別聖訓是否可信。這是聖訓學的重點學科，還影響到到傳記史早期的發展。
這類被稱為塔巴卡特的著作是傳記辭典的原型，用以驗證聖訓傳述人的可信性。評估傳述世系的真確性需要確認其中的傳述人是否有交集的可能，並評估他們的為人是否可信。這些塔巴卡特著作識別他們的身份和學術圈子，並對他們作為傳述人的能力和聲譽提供資訊。學者雷傑普·申蒂爾克稱傳記辭典在伊斯蘭教各個學術界皆有，但最豐富莫過於聖訓學者。
學者伊本·薩阿德所著的《傳記集成》（Kitāb al-Ṭabaqāt al-Kabīr）是現存最早的伊斯蘭教傳記著作，詳細記載了聖訓傳述人的資料，還根據地理、年代、家世、專業及皈依伊斯蘭教的時間來劃分他們。阿布·哈特姆·艾哈邁德·伊本·哈姆丹·拉齊在他的《批譽之書》（Kitab al-Jarh wa-l-Ta'dil）裡除了按照名字的首字母及父名排列傳述人，還附註重要的評價，例如他在一位傳述人的附註裡指出有人稱他是騙子，他傳述的聖訓是虛假。其他重要的傳述人傳記著作還有阿布·納伊米·伊斯法哈尼所著的《真主之友與純正者小傳》（Hilyat al-Awliya）、阿布·伊沙克·設拉子所著的《法基赫行傳》（Tabaqat al-Fuqaha）、優素福·本·阿卜杜·阿齊茲·達巴格·安達盧西所著的《聖訓記述者行傳》（Tabaqat al-Huffaz min ahl-Hadith）及伊本·焦齊所著的《注訓行傳》（Tabaqat al Ruwat wa Sanadiq al-Hukaa）。

## 歷史價值
儘管一些聖訓的真實性存疑，但收集這些敘事的聖訓保存了伊斯蘭教早期歷史的珍貴資料，它們亦反映初代穆斯林學者的宗教見解，這些見解對伊斯蘭教法及伊斯蘭教教義的形成至關重要。聖訓提供了有關穆罕默德、當時的人們和社會的資料，強調追求本源的穆斯林學者伊本·泰米葉也認為《布哈里聖訓實錄》和《穆斯林聖訓實錄》裡收錄的聖訓都是真實可靠。學者瓦埃勒·哈拉格指出，證據表明「即使早期有規模較大的造假，但早期和中世紀的穆斯林學者贊同聖訓文獻大體上都是真實，至少六大聖訓集保留了真確的聖訓」。
西方學者普遍對伊斯蘭教辨證聖訓的手法提出強烈的質疑，戈德齊赫質疑穆斯林認為是可信的聖訓，他指出聖訓「不能視為伊斯蘭教初創時期的歷史文件，但它們可以反映伊斯蘭教逐漸變得成熟期間穆斯林社群的趨向」。沙赫特同意戈德齊赫的看法，並直言穆罕默德沒有強烈的立法意向，但與立法相關的聖訓卻在需要合法國家政策的倭馬亞王朝才出現，他認為聖訓本身不能反映先知的言行舉止，而是反映整個穆斯林社群的言行舉止。耶伊恩博爾則質疑傳述世系的效能，他指出「至少二百年來這種一師一徒相傳的故事不可視作可信的史實，聖訓集裡的那些聖訓很可能是蒐集者所創作」。
土耳其學者福阿德·塞茲金提出反駁，稱傳述世系是「書作作者或權威傳述人的紀錄」，並指出我們可以整合傳述世系重構出聖伴和傳承人所寫的聖訓輯集。納比婭·阿布特及詹姆斯·羅布森批評戈德齊赫及沙赫特對聖訓的全盤否定，他們認為大部分由聖伴及傳承人傳述的聖訓都經過一絲不苟的驗證。聖訓學者穆罕默德·穆斯塔法·阿茲米則指聖訓集是「研究早期伊斯蘭歷史最豐富的資源」。
莫茨基的立場則介乎戈德齊赫、沙赫德的懷疑論與阿布特、阿茲米的全盤接受之間，儘管他同意聖訓傳述世系所能提供的歷史價值有限，但通過對傳述世系和正文的分析，發現了它們之間有緊密關係，指出傳述世系至少可以部分反映正文的傳承歷史，許多聖訓的真確性似乎可以因此而得到證實，但亦發現部分聖訓是偽造。德國學者格雷戈爾·舍勒的取態相近，他認為要還原聖訓的原文基本上是不可能，但它們在某程度上是真實的。

## 註腳
1. ↑  金宜久（1997年），第73页
2. ↑  高旭（2013年），第33-34页
3. ↑  哈宝玉（2003年），第11-14页
4. ↑  任继愈（1981年），第349页
5. ↑  马通（2000年），第36页
6. ↑  马明良（2006年），第84-85页
7. ↑  中国伊斯兰百科全书编辑委员会（2007年），第506页
8. ↑  Donner（2012年），第39-40页
9. ↑  Hodge & Patterson（2015年），第169页
10. ↑  Haleem（2005年），第xi页
11. ↑  Rippin & Mojaddedi（2017年），第46-47页
12. ↑  Egger（2016年），第23页
13. ↑  Daftary & Miskinzoda（2014年），第153页
14. ↑  al-Azami（2003年），第29页
15. ↑  Bennett（1998年），第26页
16. ↑  Ali（2011年），第61-62页
17. ↑  Ali（2020年），第29-30页
18. ↑  Çakmak（2017年），第1526页
19. ↑  Morgan（2009年），第169页
20. ↑  Juynboll（1969年），第51-52页
21. ↑  Sodiq（2011年），第153-154页
22. ↑  Motzki（2004年），第67-68页
23. ↑  Musa（2008年），第10页
24. ↑  Berg（2000年），第21-22页
25. 1 2  Berg（2000年），第9页
26. ↑  Sardar（2014年），The Hadith
27. ↑  Brown（2020年），第93页
28. ↑  Goss & Klass（2005年），第170页
29. ↑  Saeed（2006年），第35页
30. ↑  Menski（2006年），第320页
31. ↑  Deen（2007年），第218页
32. ↑  Barmaver（2021年），第84页
33. ↑  Barazangi（2015年），第94页
34. ↑  al-Azami（2003年），第69页
35. ↑  Razwy（1997年），第376页
36. ↑  Nasiri（2013年），第86页
37. ↑  Hasan（1968年），第53页
38. ↑  Akhter（2009年），第95页
39. ↑  Sodiq（2011年），第186页
40. ↑  Günther（2020年），第103页
41. ↑  Curtis（2023年），第52页
42. ↑  Fitzpatrick（2014年），第350页
43. ↑  Beeston（1983年），第291页
44. ↑  Glassé（2001年），第160页
45. ↑  Abdul-Raof（2013年），第37页
46. ↑  Gibb（2014年），第111页
47. ↑  Fadl，Ahmad & Hassan（2019年），第128页
48. ↑  Pénicaud & Boivin（2023年），第27页
49. ↑  Brown（2017年），第107页
50. 1 2  Nasiri（2013年），第100页
51. 1 2  Bennett（2014年），第80页
52. ↑  Bowering，Mirza & Crone（2013年），第211页
53. ↑  Patel（2022年），第56页
54. 1 2  Cornell（2006年），第133页
55. ↑  Ibrahim（2020年），Are There Other Scirptures in Islam?
56. ↑  Lawrence & Cornell（2022年），第46页
57. ↑  Jullundhry（2010年），第16页
58. ↑  Brown（2020年），第96页
59. ↑  Ayalon（1986年），第264页
60. ↑  Meri（2005年），第468页
61. ↑  Nazer（2012年），第356页
62. ↑  Nasr（2013年），第147页
63. ↑  Firestone（2010年），第127页
64. ↑  Knysh（2016年），第98页
65. ↑  Whittingham（2020年），第46页
66. ↑  Bennett（2020年），第76页
67. ↑  Matthiesen（2023年），第31页
68. ↑  Günther（2005年），第147页
69. ↑  Sindima（2017年），第73页
70. ↑  Curta & Holt（2016年），第420页
71. ↑  Adamec（2016年），第190页
72. ↑  Bennett（1998年），第24页
73. ↑  Berkey（2003年），第146页
74. ↑  Wynbrandt（2010年），第62页
75. ↑  Matthiesen（2023年），第49页
76. ↑  Newman（2013年），第xiv页
77. ↑  Akhlaq（2023年），第82页
78. ↑  Holt（2019年），第119页
79. ↑  Rane（2010年），第83页
80. ↑  Brown（2009年），第146页
81. ↑  Brockopp（2010年），第92页
82. ↑  Adamec（2016年），第155页
83. ↑  Love（2018年），第5页
84. ↑  Clark（2019年），第121页
85. ↑  Fitzpatrick（2014年），第231页
86. 1 2  Brown（2020年），第2页
87. ↑  Çakmak（2017年），第538页
88. ↑  鄭慧慈（2015年），第120页
89. ↑  Şentürk（2005年），第32页
90. ↑  布哈里 & 祁学义（2018年），第一卷第3頁
91. ↑  Khan（2010年），第28页
92. ↑  Lammens（1968年），第70页
93. ↑  Carimokam（2010年），第520页
94. ↑  Yanagihashi（2019年），第2页
95. ↑  金宜久（1997年），第45页
96. ↑  Meri（2006年），第307页
97. ↑  Crandall（2008年），第18页
98. ↑  Hamdani等（2018年），第218页
99. ↑  Rahman（2020年），第54页
100. ↑  Motzki（2004年），第167页
101. ↑  Bod（2022年），第132页
102. ↑  Berkey（2003年），第96页
103. ↑  Machlis（2014年），第73页
104. ↑  Fitzpatrick（2014年），第104页
105. ↑  Ramadan（2006年），第3页
106. ↑  Saeed（2021年），第18-19页
107. ↑  Pirzada（2022年），第59页
108. ↑  馬通（2000年），第6-7页
109. ↑  Rehman & Breau（2007年），第82页
110. ↑  Deen（2007年），第64页
111. ↑  Clark（2019年），第126页
112. ↑  Salvatore等（2018年），第139页
113. ↑  高鸿钧（2004年），第36页
114. ↑  Moosa & Kenney（2013年），第66页
115. ↑  Othman（2023年），第17-18页
116. ↑  Çakmak（2017年），第483页
117. ↑  Asadulla（2009年），第30页
118. ↑  Shamsy（2013年），第53页
119. ↑  Saeed（2006年），第50页
120. ↑  Ayubi（2003年），第156页
121. ↑  Esposito（2003年），第190页
122. ↑  McCloud，Hibbard & Saud（2013年），第55页
123. ↑  Nwankwo（2011年），第148页
124. ↑  Shepard（2009年），第136页
125. ↑  王家瑛（2003年），第33页
126. ↑  Fancy（2013年），第28-29页
127. ↑  中国伊斯兰百科全书编辑委员会（2007年），第508-509页
128. ↑  Brown（2009年），第69-71页
129. ↑  Campo（2009年），第280页
130. ↑  Moosa & Kenney（2013年），第15页
131. ↑  Bowering，Mirza & Crone（2013年），第212页
132. ↑  Bennett（1998年），第60页
133. ↑  Çakmak（2017年），第1327页
134. ↑  Bennett（2020年），第75页
135. ↑  Khan（2010年），第23页
136. ↑  Abdul-Raof（2013年），第47-48页
137. ↑  Al-Alwani（2005年），第174页
138. ↑  Emon & Ahmed（2018年），第396页
139. ↑  Glenn（2010年），第185页
140. ↑  Dabashi，Nasr & Nasr（1988年），第37页
141. ↑  Kusha（2002年），第105页
142. ↑  Adamec（2016年），第154页
143. ↑  Brown（2007年），第59页
144. ↑  Patel（2022年），第52-53页
145. ↑  Brown（2017年），第106页
146. ↑  Drissner（2016年），第309页
147. ↑  Syam（2017年），第17页
148. ↑  中国伊斯兰百科全书编辑委员会（2007年），第509页
149. ↑  al-Azami（2003年），第62页
150. ↑  Allāh（2020年），第412页
151. ↑  Ullah（2015年），第116页
152. ↑  Jaleel（2015年），第382页
153. ↑  Mulken & Reenen（1996年），第173页
154. ↑  Pāyā（2021年），第451页
155. ↑  Kamali（2009年），第55页
156. ↑  Mulaqqin（2015年），About this Episte, pp.1-19
157. ↑  Morgan（2009年），第170页
158. ↑  Abu-Alabbas，Melchert & Dann（2022年），第5页
159. ↑  Renard（2011年），第16页
160. ↑  Pāyā（2021年），第369页
161. ↑  Messick（1996年），第24页
162. ↑  Renard（2023年），第85页
163. ↑  Andersson（2018年），第94-95页
164. ↑  Şentürk（2005年），第59页
165. ↑  Skreslet & Hernandez（2006年），第107页
166. ↑  Temmerman（2021年），第451页
167. ↑  Lucas（2004年），第48页
168. ↑  Nigosian（2004年），第82页
169. ↑  Goto（1995年），第82-83页
170. ↑  Hamzah（2021年），第68页
171. ↑  Fitzpatrick（2014年），第235页
172. ↑  Cornell（2006年），第141页
173. ↑  Power（2016年），第107页
174. ↑  Brown（2020年），第43页
175. ↑  Bakircioglu（2014年），第26页
176. ↑  Kusha（2002年），第106页
177. ↑  Peters & Bearman（2014年），第33页
178. ↑  Berg（2000年），第108页